# Amanecer Dorado
Amanecer Dorado (en griego: Χρυσή Αυγή, Chrysí Avgí, AFI: [xriˈsi avˈʝi]; a veces traducido como Alba Dorada o Aurora Dorada), cuyo nombre oficial es Asociación Popular-Amanecer Dorado (en griego: Λαϊκός Σύνδεσμος - Χρυσή Αυγή, Laïkós Sýndesmos - Chrysí Avgí) es un partido político griego ilegalizado, de ideología neonazi y fascista. Estaba encabezado por Nikolaos Michaloliakos, un exmilitar que formó parte del cuerpo de paracaidistas del ejército griego y que en 1978 fue detenido por posesión ilegal de armas y explosivos. El 7 de octubre de 2020 fue declarado una organización criminal, según la sentencia de la jueza Maria Lepenioti. Esto ocurrió a raíz del asesinato del rapero Pavlos Fyssas en 2013. El Tribunal de Apelaciones de Atenas dictaminó que Amanecer Dorado operaba como una organización criminal atacando sistemáticamente a inmigrantes e izquierdistas. El tribunal también anunció veredictos para 68 acusados, incluido el liderazgo político del partido. Nikolaos Michaloliakos y otros seis miembros destacados y exdiputados, acusados de dirigir una organización criminal, fueron declarados culpables. También se dictaron veredictos de asesinato, intento de asesinato y ataques violentos contra inmigrantes y opositores políticos de izquierda.
Amanecer Dorado accedió por primera vez en el Consejo de los Helenos (parlamento griego) en mayo de 2012, obteniendo 21 diputados y el 7 % de los votos. Tras las elecciones del mes siguiente, obtuvo prácticamente el mismo resultado, el 6,9 % de los votos, pero perdiendo tres escaños, quedando representado finalmente con 18 diputados.
En las elecciones al Parlamento Europeo de 2014 obtuvo un 9.4 % de los votos, convirtiéndose en el tercer partido de Grecia. En las elecciones parlamentarias de enero de 2015, quedó de nuevo como tercera fuerza con un 6,3% de los votos,  perdiendo solo un escaño respecto a las anteriores elecciones parlamentarias, a pesar de tener a toda su cúpula en la cárcel. En las elecciones parlamentarias de septiembre de 2015, obtuvo por tercera vez el tercer puesto con un 7% de los votos, ganando un escaño adicional.
En las elecciones al Parlamento Europeo de 2019 obtuvo un 4.9 % de los votos, disminuyendo su representación a dos eurodiputados.
En las elecciones parlamentarias de 2019 perdió su representación en el Consejo de los Helenos con un 2,93% de los votos. Esto se atribuyó a la pérdida de popularidad del partido durante el juicio por el asesinato de Fyssas. A finales de 2019 se informó que el partido cerró sus sedes en Atenas y Pireo ante la imposibilidad de pagar el alquiler y cerró también su página web.

## Introducción
Sus miembros expresan su admiración por el exdictador Ioannis Metaxás, que gobernó Grecia desde 1936 hasta 1941, y por la Dictadura de los Coroneles. Además, aunque rechazan ser calificados como nazis,  han elogiado la Alemania nazi reiteradas veces. Sus diputados, en el parlamento, han sido filmados gritando consignas nazis. El grupo es de carácter racista y xenófobo, en tanto que el líder del partido lo ha identificado abiertamente como nacionalista, racista y en contra de la inmigración.
El partido realizó una campaña previa a las elecciones griegas de mayo de 2012, sobre la base del preocupante alto desempleo, la austeridad y la economía, así como una virulenta retórica contra la inmigración, a través de la cual obtuvo un significativo aumento del electorado griego.

## Historia
El partido comenzó a gestarse en diciembre de 1980 por un grupo de jóvenes nacionalsocialistas griegos y miembros militares y simpatizantes de la recién derrocada Dictadura de los Coroneles, liderado por el militar Nikolaos Michaloliakos. En este contexto, Amanecer Dorado tuvo sus orígenes en el movimiento que trabajó para un retorno de la dictadura militar en Grecia.  Michaloliakos había estado activo en la extrema derecha durante muchos años, habiendo sido detenido en varias ocasiones por delitos con motivación política, como palizas y posesión ilegal de materiales explosivos, lo cual en última instancia derivó en su expulsión del ejército. Mientras estaba en prisión, Michaloliakos conoció a los líderes de la junta militar de la Dictadura de los Coroneles y sentó las bases de lo que luego sería Amanecer Dorado.
También este grupo apoyaba al histórico régimen fascista de Ioannis Metaxas y al rey Jorge II de Grecia, que ayudó a Ioannis Metaxás. Ellos formaron un grupo ideológico que publicaba una revista de mismo nombre ("Chrysi Avgi"). La revista era claramente neonazi y apoyaba a la antigua junta militar. La revista se editó hasta abril de 1984, cuando Michaloliakos abandonó el proyecto y se hizo miembro del desaparecido partido Unión Política Nacional, donde lideró sus juventudes. Michaloliakos se separó del partido al año siguiente, creando Amanecer Dorado en enero de 1985, que sin ser tener el estatus oficial de partido político, actuó como tal. La revista Chrysi Avgi volvió a editarse, siendo hasta hoy la publicación del partido.
Según algunos historiadores,[¿quién?] la conversión de Amanecer Dorado de grupo ideológico a partido político surgió a partir de un viaje de Michaloliakos a la Sudáfrica del apartheid a principios de los 80. Allí, Michaloliakos entró en contacto con Giannis Giannopoulos, un ultranacionalista griego que después de una serie de atentados en Atenas en 1978 había huido del país y se había enrolado en la Legión Extranjera francesa, acabando en Sudáfrica como entrenador militar del Movimiento de Resistencia Afrikáner (Afrikaner Weerstandsbeweging o AWB).
A principios de los 90 (Amanecer Dorado fue oficialmente reconocido y legalizado como partido político el 1 de noviembre de 1993), Amanecer Dorado ya funcionaba como un auténtico partido y empezó a despegar y a hacerse notar, y desde entonces no ha parado de crecer. En 1989 el partido contaba con una sola oficina, en la calle Kefallinias de Atenas. Desde más recientemente, cuenta con oficinas a lo largo y ancho del país, aparte de contar con grupos organizados de soporte y con seguidores y simpatizantes por todo el país. En aquella época, el partido principalmente desarrollaba actividades propagandísticas, como edición de libros y revistas (muchos de ellos sobre el Helenismo y sobre el Tercer Reich) y realización de manifestaciones y desfiles, especialmente los que conmemoran el episodio de Imia. Por aquel entonces la gran mayoría de seguidores de Amanecer Dorado eran jóvenes, muchos de ellos skinheads. Editaban la revista Antepithesi y el partido contaba con fuertes vínculos con la escena de música Metal griega.
Amanecer Dorado cesó sus operaciones políticas en 2005 a causa de constantes enfrentamientos con anarquistas y antifascistas, y se unió a Patriotiki Symmachia (Alianza Patriótica), un partido de ideología nacionalista en el que Michaloliakos se convirtió en un miembro destacado. Hubo acusaciones de que la Alianza Patriótica era simplemente Amanecer Dorado con otro nombre. La alianza entre ambos movimientos dejó de funcionar después de que el líder de Amanecer Dorado Nikos Michaloliakos retirara su apoyo a la Alianza Patriótica. En marzo de 2007, Amanecer Dorado celebró su VI Congreso, en el que los miembros del partido anunciaron la reanudación de su actividad política.
En septiembre de 2013, a raíz de una investigación en torno al asesinato del músico antifascista Pavlos Fyssas, la Fiscalía General de Grecia emitió 38 órdenes de arresto contra diversos miembros del partido. Varios miembros de la organización fueron detenidos por la policía antiterrorista acusados de formar una organización criminal, entre ellos su líder Nikolaos Michaloliakos, y unos quince diputados. La fiscalía les acusó de diez asesinatos —en grado de tentativa o comisión— ataques con explosivos, agresiones y delitos financieros. Representantes del partido rechazaron su relación con el crimen y dijeron que las detenciones eran una violación de la Constitución por parte de un «sistema político corrupto» que temía el ascenso de su organización en las encuestas. El juicio comenzó el 20 de abril de 2015.
En noviembre de 2013 fueron asesinados dos miembros de Amanecer Dorado, frente a unas oficinas en Atenas, lo que más tarde fue reivindicado por un grupo llamado Fuerzas Revolucionarias de la Lucha Popular.
Celebró su octavo congreso el 23 de abril de 2016. Michaloliakos fue reelegido como líder y se acordó aumentar la presencia del partido en el mundo rural y en los sindicatos, así como poner en marcha diversas actividades especiales de propaganda.
Tras la derrota electoral sufrida en las elecciones de 2019 en que no cosechó el mínimo de 3% de los votos para ingresar al Parlamento (según algunos expertos, asediado por el juicio contra más de 60 de sus líderes), el partido enfrentó graves aprietos. Privados de su inmunidad parlamentaria y salarios, los miembros del Parlamento de Amanecer Dorado afrontaban un juicio con mucho menos recursos, además el partido perdió el financiamiento estatal y se sostenía por las donaciones de sus eurodiputados, de las cuales uno renunció al partido dejándolo con un solo escaño en la Eurocámara. Incapaces de pagar sus deudas el partido cerró sus sedes y dejó de pagar el hosting de su página web.
Tras el fracaso de Amanecer Dorado en las elecciones legislativas, muchos miembros del partido comenzaron a pedir modificaciones en la estructura del mismo, así como un cambio en el liderazgo. Michaloliakos, secretario general del partido, fue considerado por muchos exdiputados como responsable de la debacle electoral. En consecuencia, muchos miembros prominentes del partido comenzaron a abandonarlo, ya que Michaloliakos insistió en permanecer a cargo del partido. Esto llevó a la formación de algunos partidos escindidos, como Griegos por la Patria (liderado por Ilias Kasidiaris) y Conciencia Popular Nacional.
El juicio contra Amanecer Dorado concluyó el 7 de octubre de 2020, cuando el Tribunal de Apelaciones de Atenas declaró al partido como una organización criminal y encontró culpable a la cúpula del partido de liderarla. Entre las sentencias dictadas destacaron la de Nikolaos Michaloliakos, Ilias Kasidiaris, Christos Pappas, Ilias Panagiotaros, Georgios Germenis, Ioannis Lagos (todos ellos condenados a 13 años de cárcel), Eleni Zaroulia (condenada a seis años de cárcel) y Yorgos Rupakias (asesino de Pavlos Fyssas, condenado a cadena perpetua).

## Organización

### Liderazgo del partido
| Nombre                 | Foto | Inicio | Fin                  | Otros cargos                                                                              |
| ---------------------- | ---- | ------ | -------------------- | ----------------------------------------------------------------------------------------- |
| Nikolaos Michaloliakos |      | 1993   | 7 de octubre de 2020 | Diputado del Consejo de los Helenos (2012-2019) Miembro del Consejo de Atenas (2011-2012) |

### Ala juvenil
El Frente de la Juventud, organización juvenil del partido, ha distribuido volantes con mensajes nacionalistas en escuelas atenienses con el objetivo de reclutar niños, amenazando en algunos casos a los que se resisten. Amanecer Dorado es muy activo en las escuelas, y una de sus propuestas es establecer colegios militarizados.
La juventud del partido también ha organizado una serie de conciertos de rock contra el comunismo.

### Órganos de propaganda
El partido posee muchos medios a través de los cuales difundir su ideología. El partido edita el periódico semanal de actualidad Amanecer Dorado (que vende más de 5000 copias cada semana[cita requerida]), la revista ideológica también llamada Amanecer Dorado, la revista juvenil Antepithesi, y la revista El Trabajador Griego, de ideología nacional-socialista aplicado al mundo del trabajo. Amanecer Dorado tiene además su propia casa editorial de libros Askalon (actualmente llamada Logxi).
Todas estas publicaciones se venden en las oficinas del partido, por correo e Internet, en las concentraciones de la organización e incluso en los quioscos más céntricos de las principales ciudades del país. Y también, por supuesto, en la librería neonazi de la calle Ippokratous (un auténtico supermercado de literatura racista y nazi, propiedad de Ioannis Schoïnas, que a su vez posee una editorial, escribe libros antisemitas y lidera una organización semi-nazi semi-pagana que rinde tributo a los dioses de la Grecia precristiana). Amanecer Dorado también ha empleado en alguna ocasión la televisión. De hecho, Michaloliakos llegó a tener su propio programa de televisión, cada lunes por la noche en el canal Tile-Asty (un canal de televisión privado propiedad de un conocido antisemita, Georgios Karatzaferis, en el cual se emitían varios programas de televisión de contenido ultraderechista), en el cual exponía y divulgaba las posturas, las actividades y la ideología de Amanecer Dorado. Actualmente, Amanecer Dorado divulga sus contenidos audiovisuales a través de una página web de televisión por Internet.
De hecho, uno de los medios que mejor utiliza Amanecer Dorado es Internet, algo lógico si se tiene en cuenta que el grueso de su electorado es la juventud. De hecho, la web de Amanecer Dorado es con diferencia la web más visitada de todos los partidos políticos griegos. Todas las divisiones del partido, por otro lado, tienen su propia web, tejiendo una gran red de sitios web permanentemente actualizados. También tienen su propio sitio web las agrupaciones especiales dentro del partido, como la División de ecología (Prasini Pteryga) o el Frente de Mujeres (Metopo Gynaikon). Por otro lado, la mayoría de miembros prominentes del partido tienen cuenta en Twitter y perfil en Facebook, algunos con miles de seguidores o amigos según la plataforma.
Además de todo esto, Amanecer Dorado tiene una importante relación con la música y especialmente con muchas bandas griegas de black metal nacional socialista. De hecho, algunos miembros de los grupos de black metal más conocidos de Grecia son miembros reconocidos de Amanecer Dorado, y grupos como Bannerwar, Wolfnacht o Patris tienen el logotipo en forma de meandro de Amanecer Dorado en el anagrama de sus bandas. La banda de black metal nacionalsocialista Legion of Doom, por otro lado, tiene una canción llamada "The rising of the Golden Dawn" ("El surgimiento de un amanecer dorado"). Además, una de las cabezas visibles del partido es Georgios Germenis, que es el líder de la banda black metal Naer Mataron (Germenis es además el esposo de Evgenia Christou, la jefa del Frente Femenino del partido). Además, Amanecer Dorado ha editado varias recopilaciones de black metal con bandas griegas, ya que considera que este género de música, junto con el RAC (música muy popular entre los skinheads nazis), es especialmente útil para dar a conocer su mensaje. El partido, según expertos, se asemeja a los típicos grupos políticos skinheads y black metal europeos, siendo Amanecer Dorado el único de estos que ha obtenido forma de partido político.

### Expansión internacional
En julio de 2012, Amanecer Dorado anunció la apertura de una delegación del partido en Estados Unidos, y concretamente en la ciudad de Nueva York. Una de las primeras actividades de la delegación fue, de acuerdo con la propia organización, la recolecta de ropa donada por los griegos de Estados Unidos para los griegos de Grecia que pasan dificultades económicas.
Semanas antes, el portavoz Ilias Panagiotaros declaró a la televisión estatal australiana que Amanecer Dorado deseaba crear una delegación en Australia del mismo modo que el partido nazi alemán creó delegaciones en el extranjero donde había alemanes. Los planes de abrir una franquicia en Australia de Amanecer Dorado fueron rechazados por parlamentarios australianos de origen griego.
En noviembre de 2012, Amanecer Dorado anunció la constitución de su primera delegación en Canadá, en la ciudad de Montreal. Al cabo de poco tiempo, trascendió en la cadena de televisión canadiense CBC que el líder de la delegación era un canadiense de origen griego, Spyros Macrozonaris, y que éste era padre de Nicolas Macrozonaris, un atleta olímpico de Canadá que participó en los Juegos Olímpicos de Sídney y de Atenas. Su hijo publicó una nota de prensa en la que defendía a su padre de las acusaciones de racismo que le fueron vertidas por encabezar la sección local de Aurora Dorada.
Durante los meses de otoño de 2012 hubo rumores sobre la creación de una filial en España, después de que un medio web lo anunciara para noviembre, coincidiendo con la visita de un delegado de Amanecer Dorado a España. Al final, el delegado ofreció una conferencia en un hotel de Madrid, pero no se anunció la creación de un Amanecer Dorado español.
Donde sí que se creó una filial fue en Italia. En diciembre de 2012, varios nacionalistas italianos en el Norte de Italia fundaron Alba Dorata, el equivalente italiano a Amanecer Dorado. Según anunció su líder, Alessandro Gardossi, las primeras elecciones a las que la formación se presentará serán las de Lombardía.
En febrero de 2012 el periódico The Guardian informó que Amanecer Dorado preparaba la creación de una delegación en la ciudad de Núremberg. Por otro lado, el periódico alemán Der Spiegel se alarmó al percibir que Amanecer Dorado ganaba en popularidad entre los griegos que residen en Alemania. Casi paralelamente, trascendió que Amanecer Dorado había fortalecido sus lazos con neonazis alemanes, especialmente de Baviera. Algunos de ellos viajaron a Atenas para entrevistarse con Nikos Michaloliakos, y el líder de Amanecer Dorado los autorizó a entrar en el Parlamento griego y a hacerse fotos con él, suceso que fue criticado por algunos medios del país. Finalmente, la fundación de la delegación en Núremberg se concretó en febrero de 2013.
Durante un tiempo corrió el rumor de que se preparaba una delegación de Amanecer Dorado en Dinamarca, pero los griegos que residen en el país emitieron un comunicado negando que se fuera a crear.
El 27 de octubre de 2014, un partido bajo el nombre de "Amanecer Dorado" y el liderazgo de Antonio Vicedo se inscribió en el registro de partidos del Ministerio del Interior de España y eligió la ciudad valenciana de Alcoy como su sede principal en dicho país. Sin embargo un portavoz del partido griego afirmó días después que no habían establecido ningún tipo de contacto con dicho grupo y que la información de la que disponían era la que provenía de la prensa.
El partido cuenta con una sección en Chipre y también con una en Hungría, llamada Amanecer Húngaro, la cual no es una filial oficial.

## Resultados electorales

### Consejo de los Helenos
| Comicios | Cabeza de lista        | Votos        | %     | Escaños |
| -------- | ---------------------- | ------------ | ----- | ------- |
| 1996     | Nikolaos Michaloliakos | 4537 (#14)   | 0,1%  | 0/300   |
| 2009     | Nikolaos Michaloliakos | 19 636 (#10) | 0,3%  | 0/300   |
| 05/2012  | Nikolaos Michaloliakos | 440 966 (#6) | 7,0%  | 21/300  |
| 06/2012  | Nikolaos Michaloliakos | 426 025 (#5) | 6,9%  | 18/300  |
| 01/2015  | Nikolaos Michaloliakos | 388 387 (#3) | 6,3%  | 17/300  |
| 09/2015  | Nikolaos Michaloliakos | 379 581 (#3) | 7,0%  | 18/300  |
| 2019     | Nikolaos Michaloliakos | 165 709 (#7) | 2,93% | 0/300   |

### Parlamento Europeo
| Año  | Cabeza de lista        | Votos   | %     | Escaños |
| ---- | ---------------------- | ------- | ----- | ------- |
| 1994 | Nikolaos Michaloliakos | 7242    | 0,1%  | 0/25    |
| 2009 | Nikolaos Michaloliakos | 23 566  | 0,5%  | 0/22    |
| 2014 | Nikolaos Michaloliakos | 536 913 | 9,4%  | 3/21    |
| 2019 | Nikolaos Michaloliakos | 275 821 | 4,88% | 2/21    |

## Programa político e ideología
Amanecer Dorado se describe como un "movimiento popular de nacionalistas intransigentes". Michaloliakos describe Amanecer Dorado como un movimiento de oposición a la llamada "Ilustración" y a la Revolución Industrial. Según los estatutos del partido, "sólo los que sean de origen griego pueden ser miembros de Amanecer Dorado". Sus estatutos también delegan en el líder el control total del partido, y formaliza entre sus miembros el uso del saludo fascista (que el partido considera griego en origen y que ya en los años 30 se utilizaba en la etapa fascista en Grecia). Cuando el presidente de la agrupación, Nikos Michaloliakos, fue consultado al respecto, respondió que se trataba de un antiguo saludo griego en honor al alba y al dios Apolo.
Durante la mayor parte de su historia, el partido abrazó creencias neopaganas, creyendo que encajan mejor que el cristianismo con el nacionalsocialismo en línea con el ocultismo nazi, y describiendo el marxismo y el liberalismo como "los portadores ideológicos del judeo-cristianismo". Más tarde, sin embargo, el partido sufrió cambios ideológicos, abrazando el cristianismo ortodoxo griego sin renunciar al paganismo, religión que siguen profesando algunos miembros del partido. La posición oficial del partido a día de hoy es que el cristianismo ortodoxo griego recoge la herencia espiritual de la antigua Grecia bajo un manto nuevo ya que el Imperio bizantino (que en Amanecer Dorado es admirado por ser un imperio griego medieval que duró 1000 años, desde el año 395 hasta 1453), salvaguardó el Helenismo y con ello, la espiritualidad indígena de los griegos[cita requerida].
El programa político de Amanecer Dorado es muy similar al de cualquier otra organización nazi europea. Uno de los principales postulados de su programa es su frontal oposición a la inmigración, porque la considera responsable del incremento de la criminalidad y de la disolución de las virtudes de la nación griega. Para evitar su entrada en Grecia, Amanecer Dorado propone hermetizar las fronteras con minas antipersona, vallas electrificadas y guardias, y deportar a todos los inmigrantes que ya se encuentran dentro del país. A pesar de que Amanecer Dorado pone el énfasis en los inmigrantes ilegales, el partido considera a todos los inmigrantes "ya que ninguno fue invitado a venir, ni los legales ni los ilegales". Aquellos pocos inmigrantes que quedaran, dicen, estarían privados de obtener la nacionalidad griega y de tener propiedades, pues para ellos, sólo los griegos tienen derecho a tener propiedades en el país.[cita requerida] En 2016, en el contexto de la crisis migratoria de 2015 en Europa, Michaloliakos declaró que los refugiados deberían pasar dos años en campos de trabajo antes de ser acogidos por Grecia.
El problema de la inmigración también va ligado con el tema de la demografía: el partido quiere dar más importancia a la familia tradicional griega e incentivar la fertilidad de las mujeres griegas para "disuadir cualquier tipo de imposición extranjera". "Hay que fomentar la procreación de niños griegos, a la vez que se debe impedir la descendencia de los extranjeros. No a los matrimonios mixtos entre blancos y no-blancos, no al aborto, que llevan a nuestra Nación a su muerte racial" reza su programa político.
El eje central de su ideología es la sangre, esto es, la raza. Defiende firmemente una supuesta "raza helénica", que se encuentra amenazada ante la "invasión racial del extranjero".[cita requerida] La importancia de la sangre se evidencia en el hecho de que, en los inicios del partido, los criterios para ser miembro de Amanecer Dorado eran extremadamente estrictos y había que demostrar ascendencia griega de mínimo 3 generaciones para poder enrolarse en el partido. Además, el grito habitual en las concentraciones de Amanecer Dorado es "Αίμα, τιμή, Χρυσή Αυγή!" (Sangre - Honor - Amanecer Dorado). "Sangre y Honor" ("Blut und Ehre") era, por otro lado, uno de los lemas de las Schutzstaffel (SS) de la Alemania nazi. El partido se autodefine como helenista y popular, y está en contra de quienes amenazan la sangre y el honor griego.
En el ámbito económico, el partido propone medidas parecidas al nacionalsocialismo (distanciándose tanto del socialismo como del liberalismo, como son la abolición del sistema bancario, de la usura y de la especulación (especialmente la del suelo), la nacionalización de los monopolios, la banca, los recursos energéticos, etc. También propone limitar la posesión de medios económicos.[cita requerida] Es partidario del patrón oro. En relación con la austeridad que pregonan, la mayoría de parlamentarios de Amanecer Dorado anunciaron que renunciarían a los vehículos que como parlamentarios les correspondía y que los darían a familias griegas de más de 6 hijos. Ilias Kasidiaris, por ejemplo, cedió el coche a una familia numerosa monoparental. Sin embargo, en el Parlamento el partido no se pronunció contra la privatización del banco público ATE y tampoco se mostró en contra de que los grandes armadores griegos sigan gozando de sus privilegios fiscales. En cambio, sí apoyó la moción del partido nacionalista griego Griegos Independientes para que se investigara si ex primeros ministros Georgios Papandreu y Loukas Papademos falsificaron la llamada "Lista Lagarde", que supuestamente incluye los nombres de 2.059 griegos potenciales evasores de impuestos con depósitos en Suiza.
En el ámbito político, Amanecer Dorado propone crear tribunales especiales de justicia para juzgar a todos los políticos que han gobernado Grecia desde 1974, acusándoles de negligencia, incompetencia y sedición contra los intereses generales de los griegos. Por otro lado, el partido propone que los miembros del Parlamento no cobren más que lo que cobran los soldados rasos del Ejército, una propuesta inspirada en las leyes de Licurgo en Esparta.
Asimismo, el partido solicita que se elimine la inmunidad parlamentaria que protege a los miembros del Consejo de los Helenos, el parlamento griego. Uno de sus portavoces, Ilias Kasidiaris, que ha enfrentado varios juicios por asaltos y posesión de armas, declaró en su momento que estaba dispuesto a que se le retirara la inmunidad para poder ser juzgado. Dado que el juicio se retrasó muchas veces y tardó en celebrarse, se puso en duda la sinceridad de sus declaraciones. Sin embargo, finalmente Kasidiaris cumplió su palabra y renunció a su inmunidad para enfrentarse a un juicio por asalto, siendo absuelto de todos los cargos.
En política exterior, el partido aplica las directrices de la llamada Gran Idea, que plantea la creación de una Gran Grecia y que supone la desaparición de la Macedonia del Norte (cuyo territorio se repartiría entre Grecia, Bulgaria y Serbia); la liberación de la parte de la isla de Chipre ocupada militarmente por Turquía desde 1974, con la consiguiente la expulsión de los habitantes turcos más la integración de la isla a Grecia; la expulsión de los turcos de la costa de Anatolia bañada por el Mar Egeo y la posterior colonización de la zona por ciudadanos griegos; la expulsión de los turcos de la Tracia y la posterior recolonización con familias griegas, etc. El partido también exige que Grecia abandone la ONU, la Unión Europea, el Tratado de Maastricht, la OTAN, el GATT, los tratados de Schengen y que reemplace al euro por la dracma (la moneda más antigua de Europa), etc.[cita requerida]
Históricamente, el partido se ha mostrado a favor de que las naciones sin estado logren la independencia (como en su momento la consiguió Grecia en la Guerra de la Independencia), y ello concuerda con su ideal de la constitución de Estados-nación étnicamente puros. Por ejemplo, ya en julio de 1991 el partido se mostró a favor de la secesión de Eslovenia y de Croacia del resto de Yugoslavia. Por las mismas razones, el partido estuvo del lado de los serbios en la guerra de Bosnia y en Kosovo, dado que su intento era purificar y limpiar étnicamente Serbia.
Para cumplir con los deseos de lo que considera una "Grecia fuerte y orgullosa", el partido exige grandes cambios en el Ejército griego. Las fuerzas armadas son, por supuesto, algo fundamental para Amanecer Dorado. El partido no sólo se opone radicalmente a su profesionalización, sino que quiere fortalecerlo implementando el servicio militar obligatorio a los 18 años, tanto para hombres como para mujeres.
Según Amanecer Dorado, los intereses helénicos también deben ser servidos por la Iglesia Ortodoxa de Grecia. A pesar de que oficialmente Amanecer Dorado es un partido laico (e incluso se le ha tildado de promover prácticas anticristianas y neopaganas), en la práctica parece que muestra su voluntad de que "la Iglesia de Grecia vuelva a ser pionera en las luchas de la Nación",[cita requerida] evocando así cuando la Iglesia Griega se erigió como estandarte de las luchas de la nación griega, como por ejemplo en la Guerra de la independencia de Grecia a principios del siglo XIX.

### Política exterior
Nikolaos Michaloliakos es partidario de una reactivación de la Gran Idea, el concepto irredentista que guio la política exterior de Grecia hasta la catástrofe de Asia Menor:

Por dos mil años, los judíos dijeron un deseo durante sus festivales, "el año que viene en Jerusalén", y, finalmente, después de muchos siglos se las arreglaron para que sea una realidad. Así que yo también concluyo con un deseo: El año que viene en Constantinopla, en Smyrna, en Trebisonda!
Nikolalos Michaloliakos

Estas regiones tenían una importante población griega hasta que el intercambio de poblaciones entre Grecia y Turquía en la década de 1920. Michaloliakos ha criticado al alcalde de Tesalónica Yiannis Boutaris por querer nombrar una calle en honor a Mustafa Kemal Atatürk, que nació en la ciudad.
En enero de 2013, un grupo de miembros de Amanecer Dorado atacó el coche del cónsul general turco Osman İlhan Şener en Komotini durante una protesta antiturca. También insultaron Atatürk a durante el ataque.
Amanecer Dorado promueve una postura de línea dura respecto a la Disputa sobre el nombre de Macedonia, rechazando cualquier solución que incluya el término Macedonia en el nombre de la ex república yugoslava, sobre la base de que sólo la Macedonia griega tiene derecho a utilizar el nombre. Michaloliakos tiene también pidió la "liberación" del Epiro Septentrional, que hoy es parte del sur de Albania y tiene una minoría griega, siendo reclamada por irredentistas griegos. Amanecer Dorado y su contraparte chipriota, el partido ultraderechsta ELAM (considerado partido hermano de Amanecer Dorado), apoyan la enosis, es decir, la anexión de Chipre a Grecia.
Campañas políticas publicitarias del partido han mostrado la quema de banderas de los Estados Unidos e Israel, un reflejo de la fuerte posición antiamericanista y antisionista de Amanecer Dorado. El partido también es firmemente euroescéptico, oponiéndose a la participación de Grecia en la Unión Europea y la zona euro.
Asimismo, Amanecer Dorado se ha pronunciado a favor del presidente sirio Bashar Al Assad y en contra del movimiento Euromaidán. Uno de los puntos de su programa para las elecciones parlamentarias de enero de 2015 fue el de dar un giro geoestratégico hacia Rusia y China. Está a favor de la reclamación del préstamo ocupacional a Alemania.
Amanecer Dorado apoyó en todo momento la candidatura de Donald Trump para la presidencia de Estados Unidos, y se alegró de su victoria en las elecciones de 2016.